# Fjällgröneväxter
Fjällgröneväxter (Diapensiaceae) är en växtfamilj som framför allt finns i arktiska och tempererade områden på norra halvklotet. Familjen omfattar sex släkten med 18 arter. I Sverige förekommer endast fjällgrönesläktet (Diapensia) naturligt.
Till utseendet liknar de ljungväxterna, som är systematiskt närstående. Den viktigaste olikheten består i att ståndarna här sitter i en enda krets (5 till antalet) och att pistillen bara har tre fruktblad (3-rummigt fröhus), under det att ljungväxterna har lika många fruktblad (och även lika många fruktrum), som kronflikar. Fjällgröneväxterna har en sambladig blomkrona med kort pip.